# Femme entre chien et loup
Pour plus de détails, voir Fiche technique et Distribution.
Femme entre chien et loup (Een vrouw tussen hond en wolf) est un film franco-belge d'André Delvaux sorti en 1979.

## Synopsis
En 1940, à Anvers, Lieve est amoureuse de deux jeunes hommes : Adriaan, un flamand qui combat sur le front de l'Est, et François, un résistant français.

## Fiche technique
- Titre : Femme entre chien et loup
- Titre original : Een vrouw tussen hond en wolf
- Réalisation : André Delvaux
- Scénario : André Delvaux, Ivo Michiels
- Production : NIM, Gaumont, Les Productions de la Guéville
- Photographie : Charles Van Damme
- Musique : Etienne Verschueren
- Langue de tournage : flamand
- Date de sortie : 16 mai 1979

## Distribution
- Marie-Christine Barrault : Lieve
- Rutger Hauer : Adriaan
- Roger Van Hool : François
- Senne Rouffaer
- Bert André
- Raf Reymen
- Hector Camerlynck
- Mathieu Carrière
- Yves Robert
- Tine Balder
- Jenny Tanghe
- Greta Van Langhendonck
- Janine Bischops
- Johny Voners
- Marc Bober

## Distinctions
- Prix André-Cavens de l’Union de la critique de cinéma (UCC) pour le meilleur film belge